# Austrodontura
Austrodontura is een geslacht van rechtvleugeligen uit de familie sabelsprinkhanen (Tettigoniidae). De wetenschappelijke naam van dit geslacht is voor het eerst geldig gepubliceerd in 2004 door Fontana & Buzzetti.

## Soorten
Het geslacht Austrodontura omvat de volgende soorten:
- Austrodontura capensis Walker, 1869
- Austrodontura castletoni Naskrecki & Bazelet, 2011